# 요크 대학교 (캐나다)
요크 대학교(York University 또는 YorkU)는 캐나다의 공립 종합대학교이다. 캐나다에서 세 번째로 큰 규모이고 연구 중심 대학이다. 캐나다 온타리오주 토론토에 위치해 있다.
2015년 기준 인문·직업학부, 교육학부, 환경학부, 미술학부, 글렌던대학, 라송드 엔지니어링학부, 일반대학원, 보건학부, 오스구드 홀 로스쿨,  슐릭 경영대, 과학·공학부에서 다양한 학부·대학원과정을 제공한다. 기숙형 대학인 베순대학(1962), 캘루멧대학(1970), 파운더스대학(1965), 글렌던대학(1966), 맥로린대학(1968), 뉴대학(2009), 스통대학(1969), 배니어대학(1965), 윈터즈대학(1967)이 각 학부와 연계하여 운영된다. 글렌던대학은 학부이자 기숙형 대학을 모두 겸하며 영어와 프랑스어를 함께 사용한다. 유명한 학부로는 정치학, 심리학, 사회학, 사회복지학, 연극 영화학, 재즈음악학, 성악학, 범죄학 그리고 미술학부등이 있다. 캐나다 최고의 경영대학 중 하나로 손꼽히는 요크대학교 슐릭 경영대학원(Schulich School of Business)은 캐나다의 유명 투자자인 세이무어 슐릭의 기부금으로 탄생한 곳이다.
부속기관·시설로는 스콧 도서관, 학습지원센터, 지역고용센터, 미술관, 라디오 방송국, 텔레비전 방송국, 기상대, 언어연구소, 독일·유럽학센터, 대기화학센터, 여성해방센터, 유대학센터, 공법·공공정책센터, 지구·대기학센터, 라틴아메리카·카리브해지역연구센터, 테니스 코트인 렉설 센터 등이 있다. 캐나다 전 총리 아서 미언, 윌리엄 라이언 매켄지 킹, 2007년 노벨 평화상을 수상한 유엔 산하 국제협의체인 IPCC(유엔 정부 간 기후변화위원회)의 핵심 집필자인 로저 풀워티, 피아니스트이자 작곡가 앨리슨 볼드, 영화배우 레이철 매캐덤스가 졸업했다.

## 역사
1959년 온타리오 의회가 요크대법 (York University Act)를 통과시킨다. 요크대학의 사회적인 목적은 1960년 당시 문제점으로 제기되던 정의, 개인을 위한 국가의 경제적 생산성, 정치철학 등을 발전시키고 해소하기 위해 토론토대학교와의 연합체제 아래 설립되었고, 1960년 9월 토론토대학교의 팰코너 홀(Falconer Hall)에서 76명의 학생으로 수업을 시작하였다. 회장도 임명되었는데 그는 두 대학의 연결고리를 맺는 역할을 해야했다.
1961년 가을에 첫 캠퍼스인 글렌던대학 자리로 이전하였고 인문학과 시간제 성인 교육에 치중했다.
1965년 토론토대학교와의 연합체제에서 벗어나 독립된 대학이 되었고 토론토 북쪽 외곽의 킬(Keele)에 주 캠퍼스를 마련하였다. 그리고, 원래에 다운타운의 글랜던(Glendon) 지역에 있던 캠퍼스를 기숙 형태의 영어와 프랑스어를 같이 사용하는 형태로 마련하였다. 이때 당시 퀘벡주가 캐나다로부터 독립을 원하였고 영미권과의 다툼이 심하던 때라서 캐나다 정부는 캐나다를 이끌어갈 미래인재는 국가의 문화를 잘 이해할 수 있어야 한다고 생각해 영어와 프랑스어를 같이 쓰는 글랜던 캠퍼스를 설립하게 된다. 이때 글랜던 캠퍼스를 앞장서서 만든 사람이 노벨상 수상자 레스터 B. 피어슨이다.

## 캠퍼스
주 캠퍼스인 킬 캠퍼스는 토론토 북서쪽에 있으며 대부분의 학부와 기숙형 대학들이 위치한다. 글렌던 캠퍼스는 토론토 북부 교외지역인 베이뷰 거리(Bayview Avenue)의 로렌스 파크(Lawrence Park)에 위치하며 글렌던대학만이 자리 잡고 있다. 셔틀버스가 두 캠퍼스 간에 운행된다. 2015년 기준으로, 킬 캠퍼스 내에 라송드 엔지니어링 건물을 새로 짓고 있으며 학부를 독립시켜 연구를 중심으로 하는데 힘을 쏟고자 하고 있다. 2015 토론토 팬암축제의 경기 일부가 캐나다 테니스 대표팀의 연습구장이자 요크대학교의 테니스 경기장을 비롯한 학교내에 많은곳에서 이뤄지며 성공을 위한 지하철 연결을 2017년을 목표로 건설중이다.
2015년 기준으로, 토론토 말컴(Markham) 지역에 세네카 컬리지, 연구 중심의 캠퍼스를 신설하는 것이 허가되었다. 건설이 진행 중이며, 2015년 기준으로 캐나다 내에서 토론토 대학교를 제외하고는 유일하게 캠퍼스를 세 곳이나 가지고 있는 대학이 되었다. 캐나다에서 주 캠퍼스를 제외하고 캠퍼스를 2곳이나 더 두게 될 것으로 이는 토론토 대학교 외에는 유일함으로 캐나다에서 2번째로 캠퍼스가 3개가 될 예정이다.

## 교육과 연구

### 평가
2015년 타임즈지 세계순위 인문학부문에서 (97위)를 기록했다. 슐릭경영대(Schulich School of Business)는 Economist지와 Forbes 선정 북미 MBA 10위권을 항상 유지하고 있다. 오스구드 법대(Osgoode Hall Law School)는 QS에서 (51-100)위에 안착되어 있다.
세계 대학 순위가 꾸준히 매년 오르고 있다. 캐나다 매클린스 잡지에서 2015년에 라이어슨 대학교와 작년보다 1위 오른 공동 8위를 달리고 있다. 영국 타임즈지 세계 대학 랭킹에서 2012년 총점 31.5975, 2013년 35.295, 2014년 37.3975, 2015년 기준으로 43.12점을 받아 225-250위다. 일년도 빠짐없이 매년 순위가 오르고 있는 것은 타임즈지 뿐만 아닌 QS세계대학순위에세도 찾아볼 수 있다.
학교 역사가 다른 캐나다 대학과 비교적으로 짧은 것과 (56년) 의,치,약대가 없는 것을 감안하면 세계대학순위가 높다고 볼 수 있다. 요즘 들어 생물학, 공학, 화학, 컴퓨터 과학에 투자를 많이 하고 있어 순위가 더더욱 오르고 있다.

## 구성
요크대학의 학과 구성은 다음과 같다
- 미술,미디어,연기,음악,퍼포먼스 아트,디자인 대학/대학원 (Faculty of liberal arts and professional studies)
- 환경대학/대학원 (Faculty of Environmental Studies)
- 보건대학/대학원 (Faculty of Health)
- 라쏜드 공과대학/대학원 (Lassonde School of Engineering)
- 이과대학/대학원 (Faculty of Science)
- 인문대학/대학원 (Liberal Arts & Professional Studies)
- 슐릭 경영대학/대학원 (Schulich School of Business)
- 교육대학/대학원 (Faculty of Education)
- 오스구드홀 법과대학원
- 글랜던 컬리지 (Glendon College)

## 저명한 졸업생
저명한 졸업생으로는 노벨 평화상 수상자 레스터 B. 피어슨, 가수, 싱어송라이터 k-os, 신민주당 정치인이자 활동가 잭 레이턴, 영화 배우 레이철 매캐덤스, 조이 팔머, 미국의 언론인 조너선 맨, 래퍼 칼디널 어피셔, 케이난 등이 있다.

## 갤러리

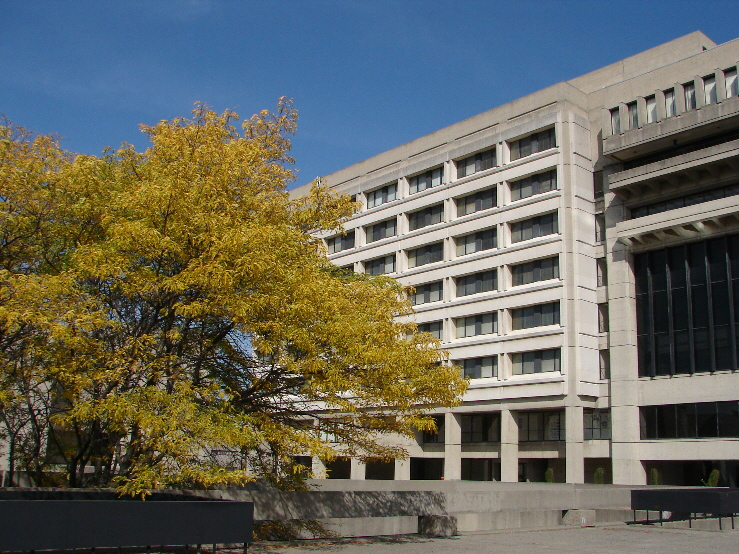
인문사회관
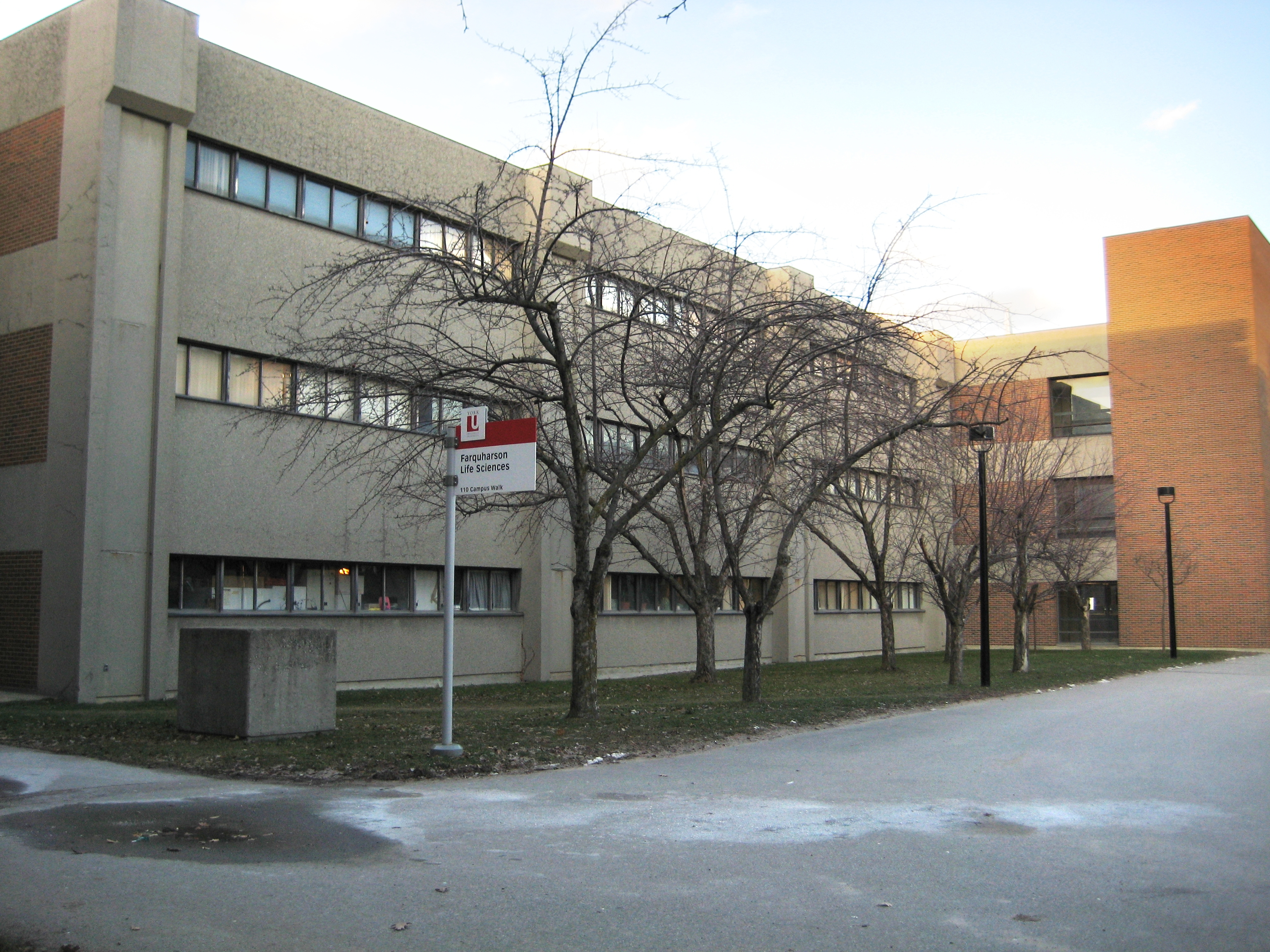
파쿠하슨 생명과학관
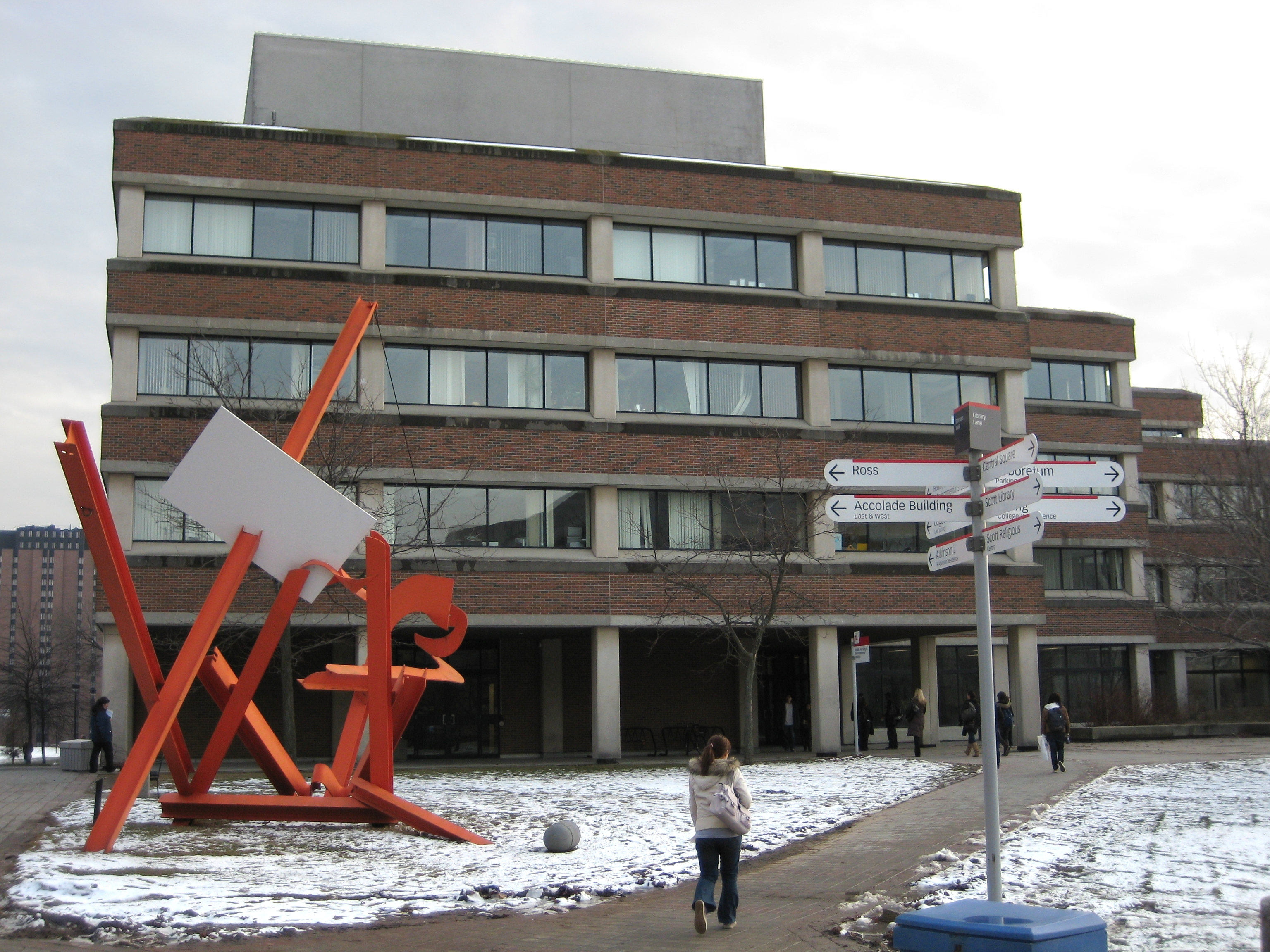
보건간호환경학관
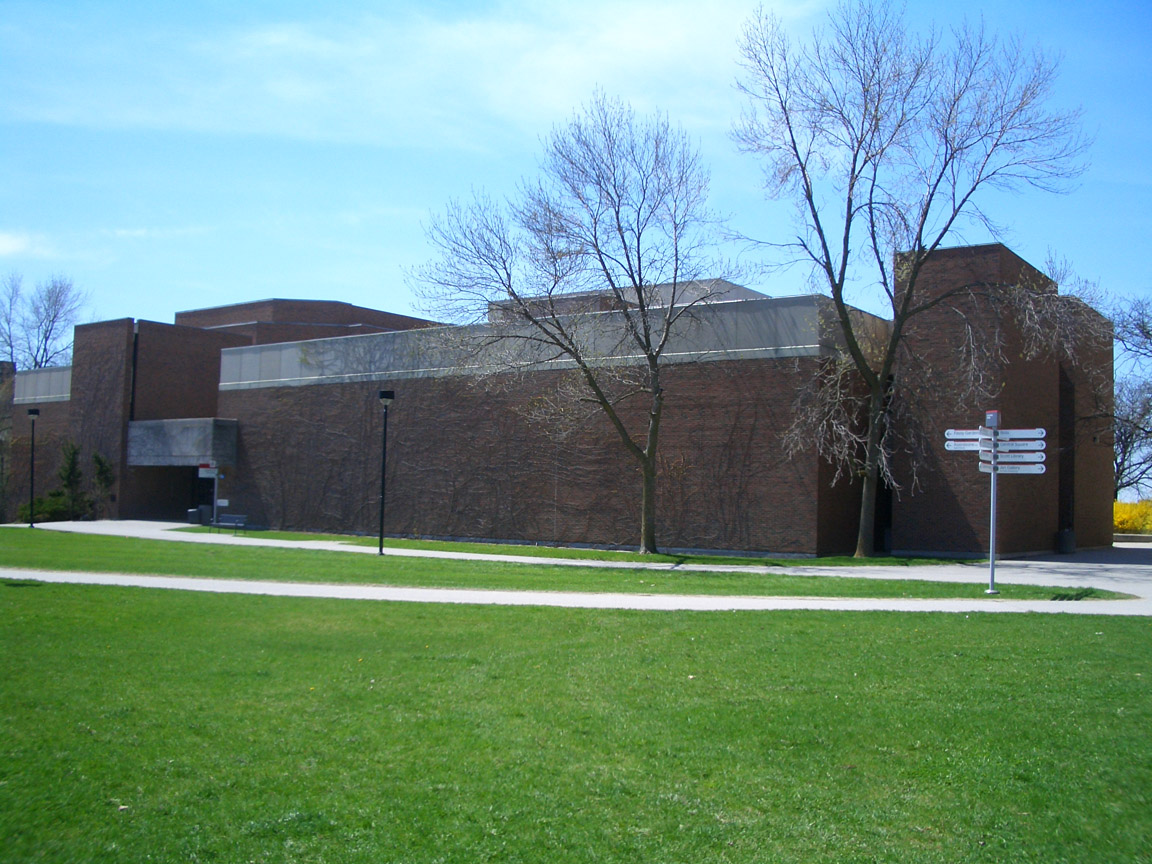
오스구드 홀 로스쿨
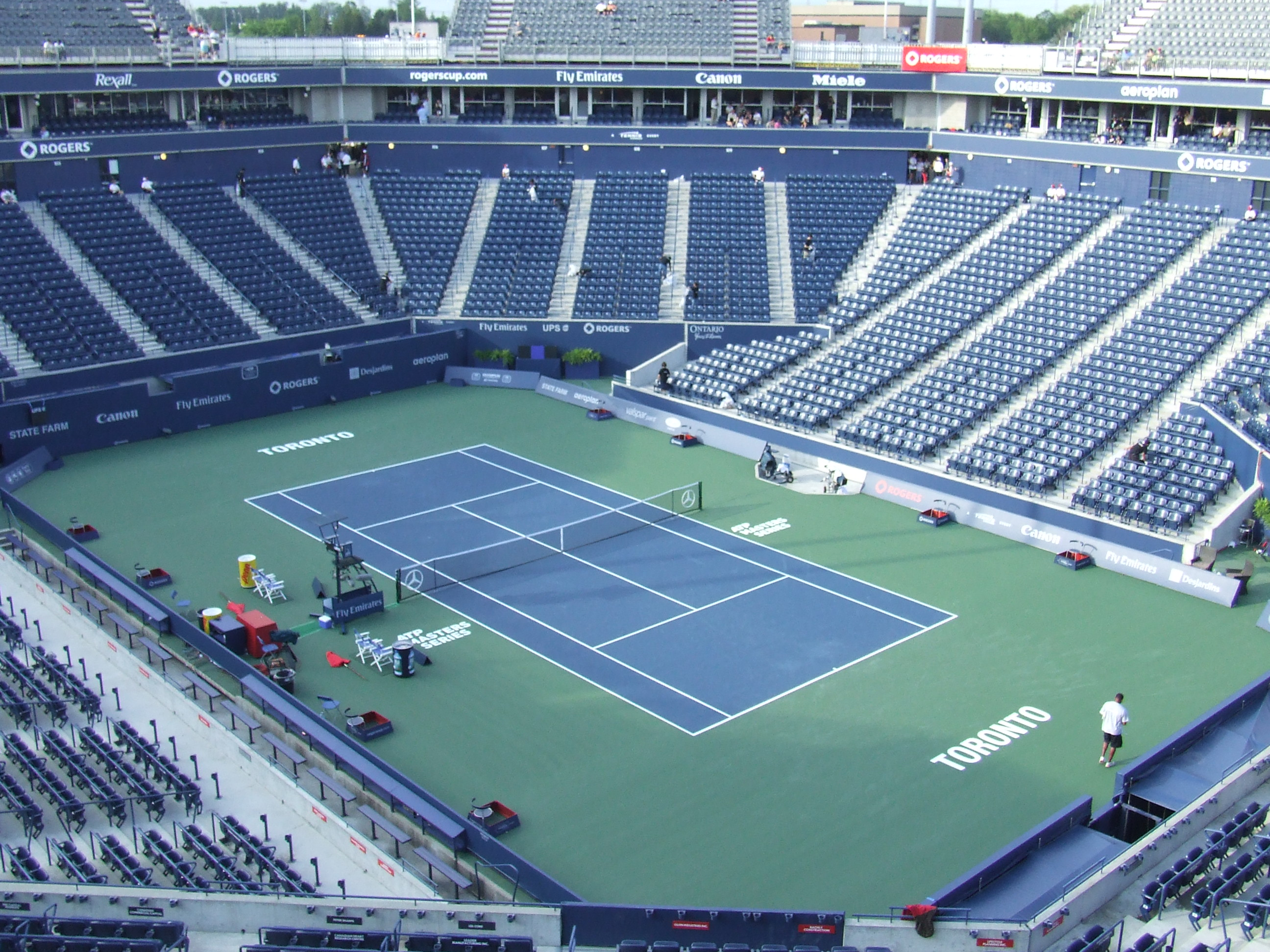
아비바 센터
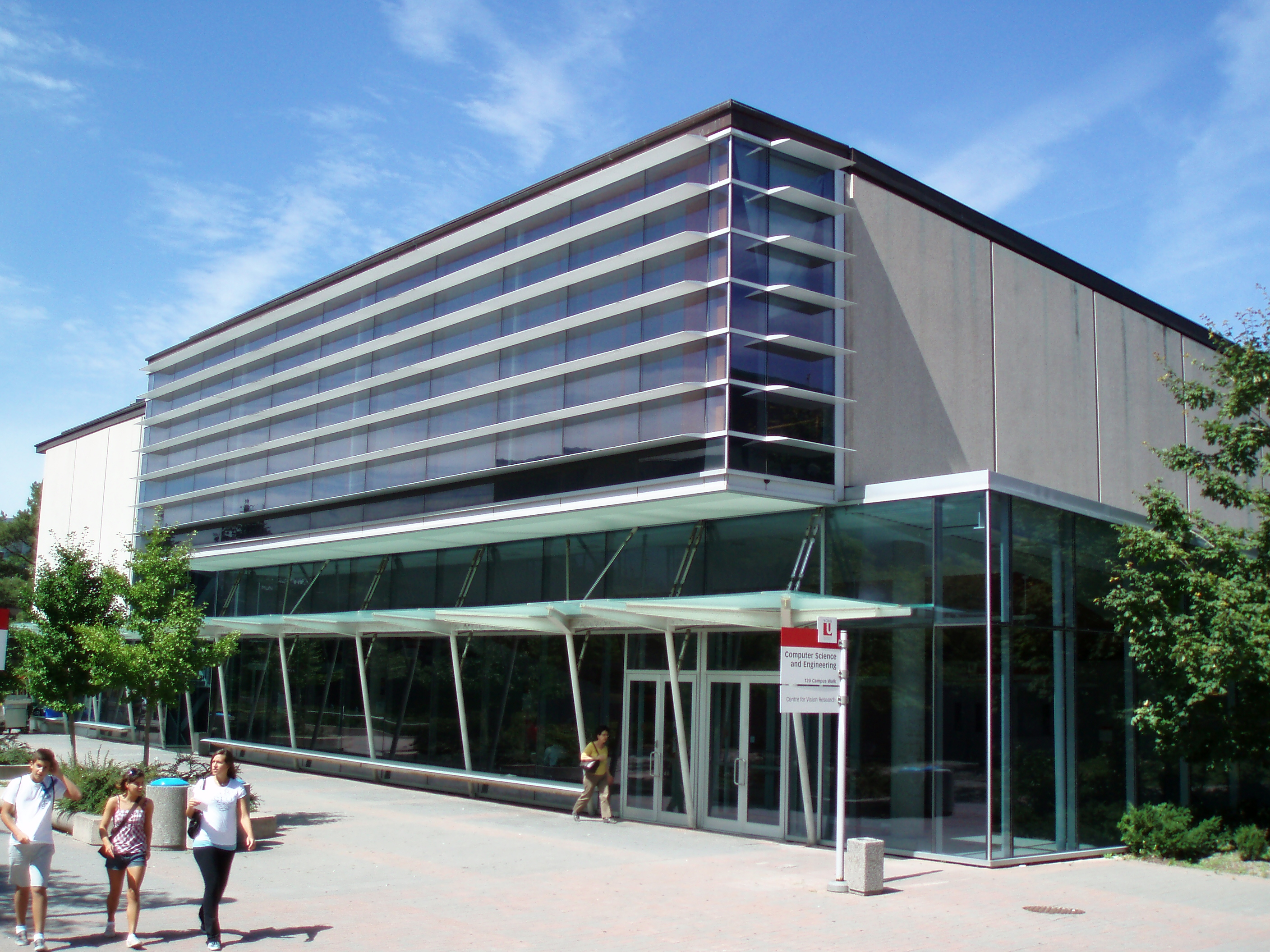
라손드 공학관
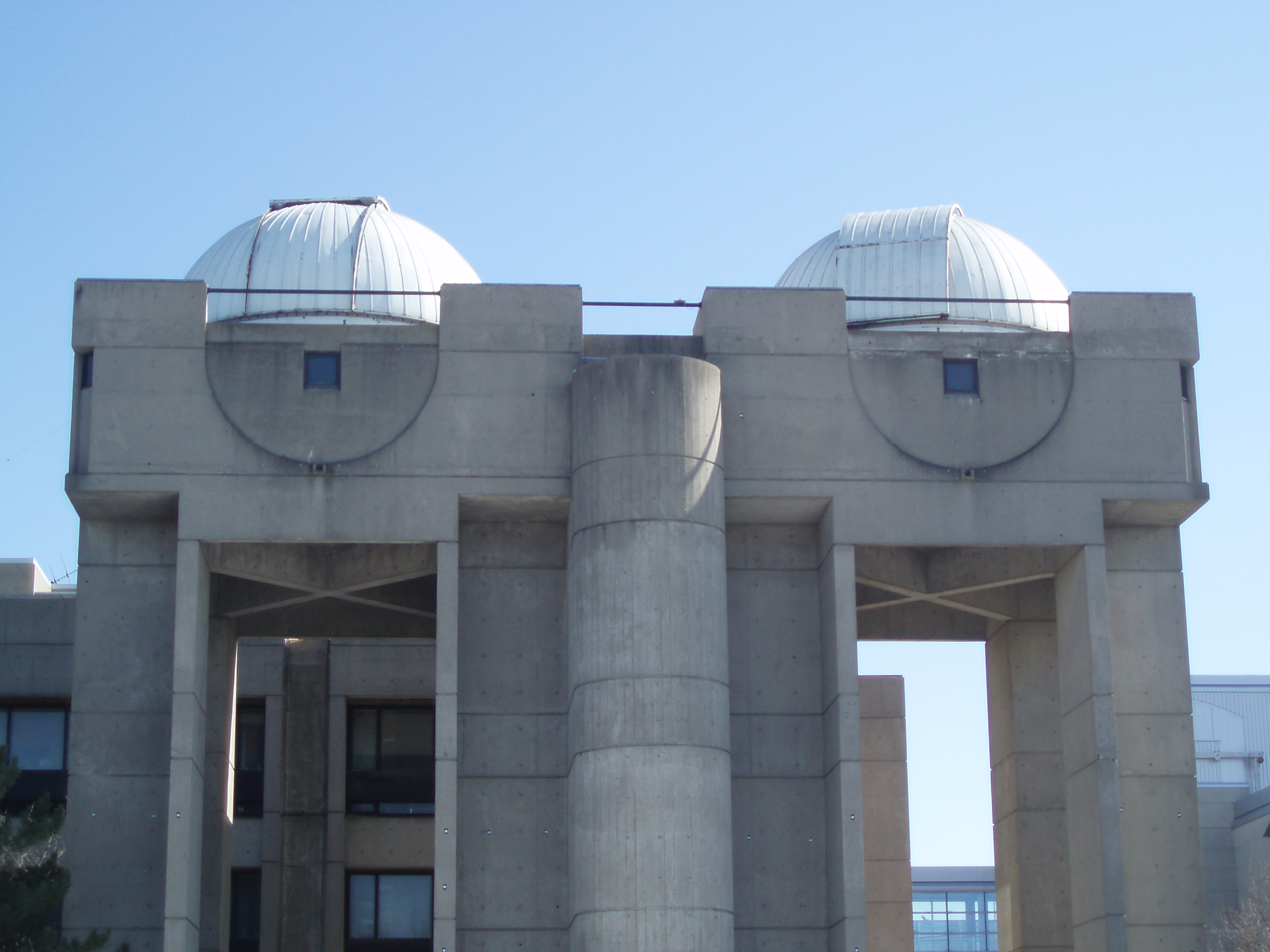
요크 대학교 관측소(천문대)
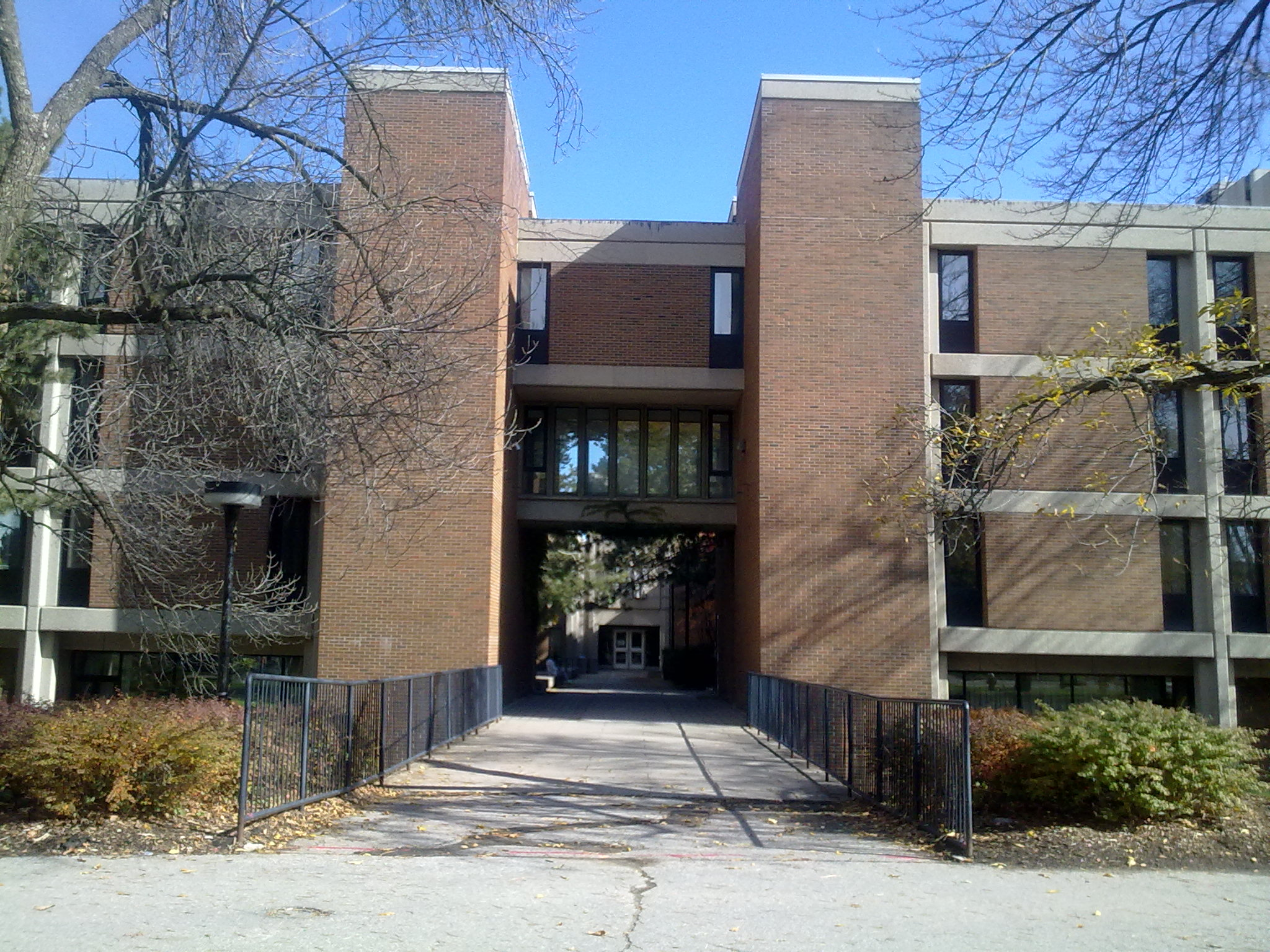
파운더스 칼리지
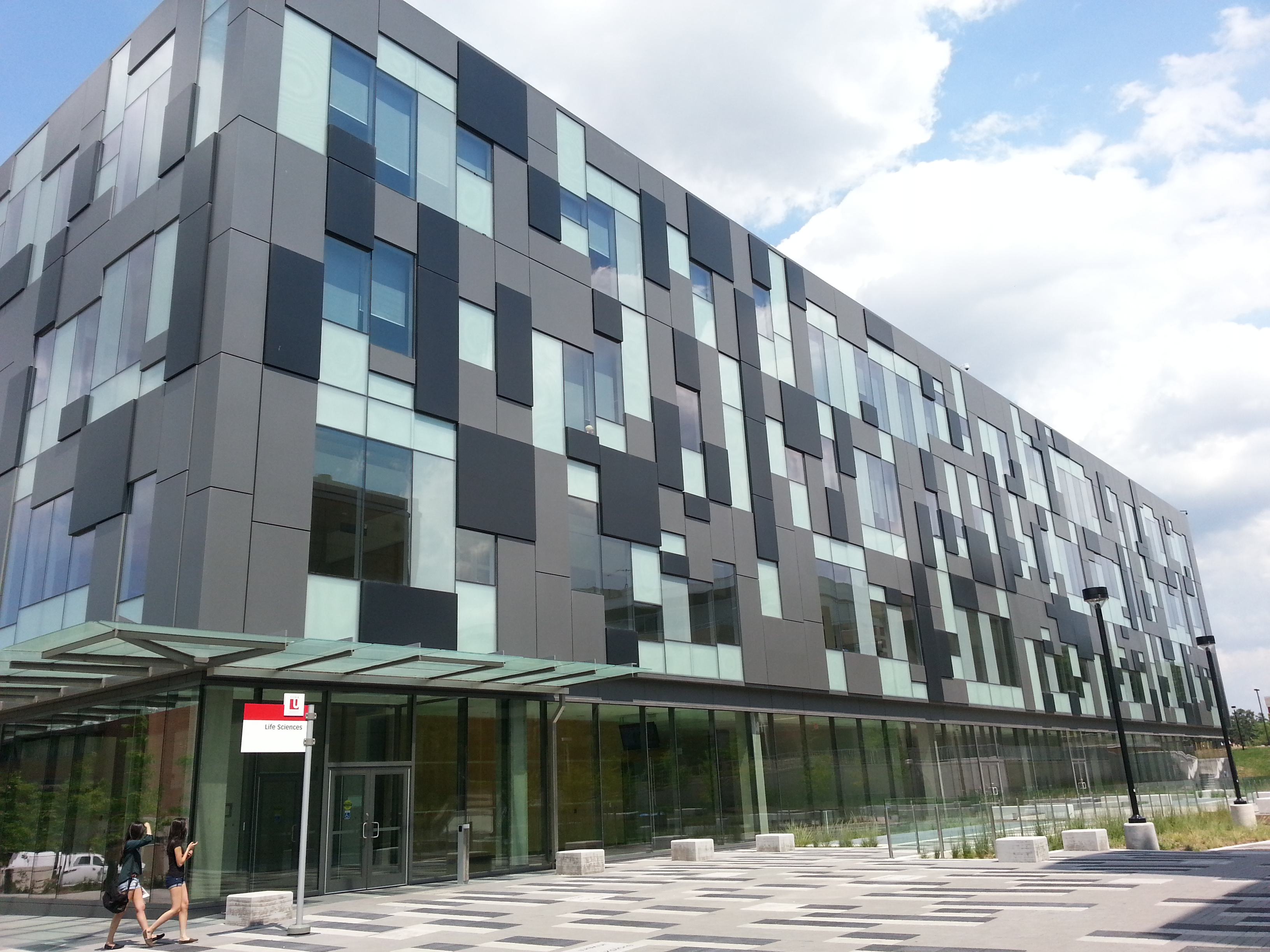
생명과학관
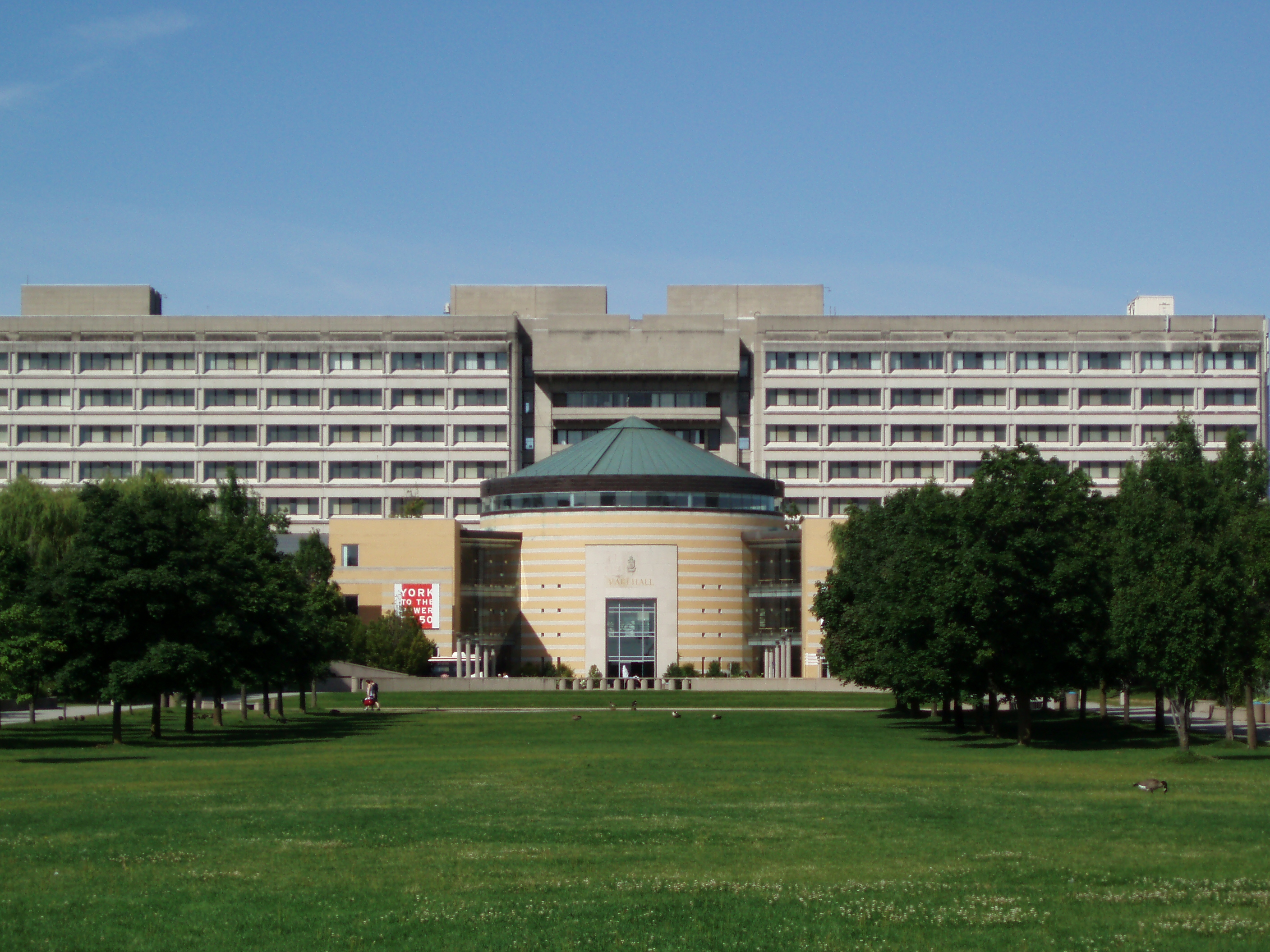
배리 홀 앤드 해리 W. 아서 커먼
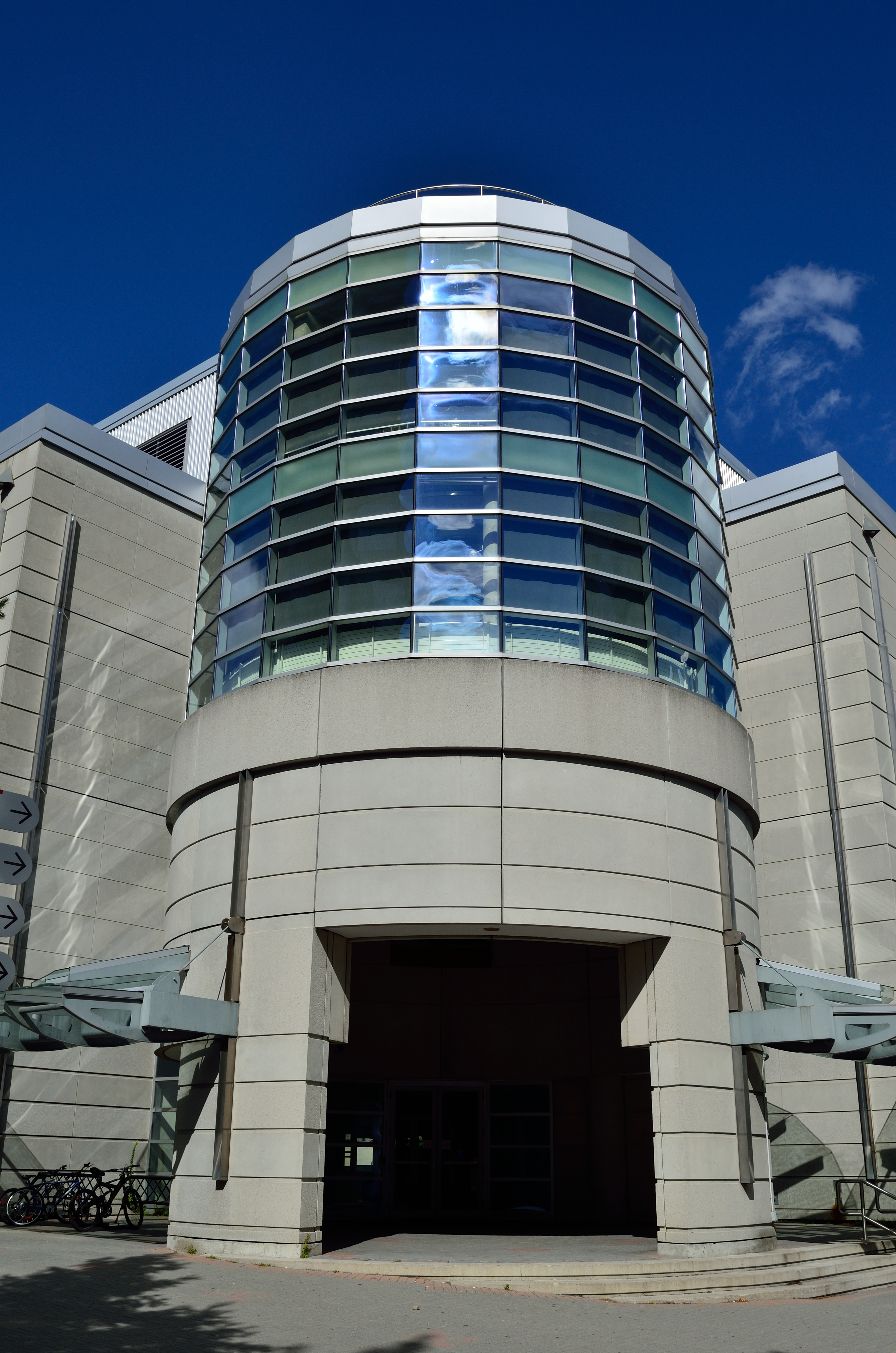
화학관
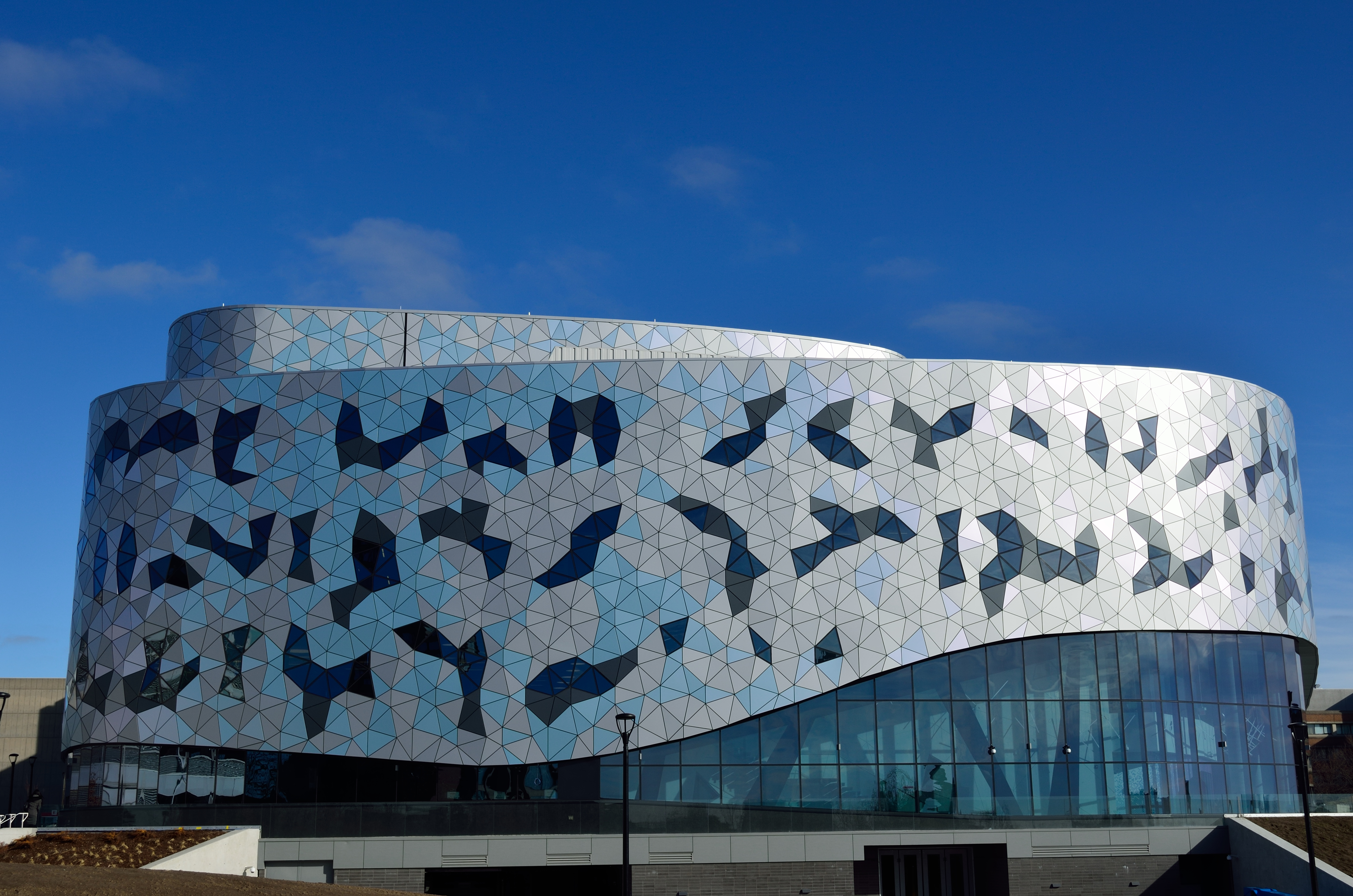
공학 대학교